# Anopheles vestitipennis
Anopheles vestitipennis är en tvåvingeart som beskrevs av Dyar och Frederick Knab 1906. Anopheles vestitipennis ingår i släktet Anopheles och familjen stickmyggor. Inga underarter finns listade i Catalogue of Life.